# Базарна площа (Сімферополь)
У Вікіпедії є статті про інші площі з назвою Базарна площа
Базарна площа (крим. Bazar meydanı) — історична місцевість, колишня велика площа в Сімферополі в Центральному районі міста.

## Опис
Знаходиться між Старим містом та кварталами Центру, що були побудовані після 1783 року, обмежується вулицями Севастопольська, Самокиша та проспектом Кірова.
Історично одне із найпримітніших місць «старого Сімферополя». Тут розташовувався галасливий ринок із фонтаном, кипіло життя.
Зараз на території розташовуються площа Леніна, Рада міністрів Автономної Республіки Крим, Кримський академічний український музичний театр та Парк Треньова.

## Історія
Перший ринок міста, ще до російської анексії, знаходився між сучасними вулицями Петропавлівська, Пролетарська (Губернаторська) та Одеська (Грецька). Від цього часу навіть збереглася одна будівля — Грецькі торгові ряди (Одеська вулиця 12).
Для губернського міста той ринок був явно малий, і на початку XIX століття продовольчо-речовий ринок зайняв порожні землі між сучасними вулицями Кірова та Севастопольською. Спочатку торгові ряди ринку розміщувалися там, де зараз розташований радмін, а територія нинішнього парку Треньова була ринковою площею, де зупинялися вози торговців і покупців, що з'їжджалися з усього Криму.
У 1803 році художник де Палдо, що ілюстрував книгу П. І. Сумарокова «Дозвілля кримського судді», влаштувався з мольбертом в районі губернських присутніх місць (вул. Олександра Невського, 15) і в одному з малюнків, зроблених з натури, зобразив з натури, зобразив широкі «першпективи» — нинішні вулиці Олександра Невського та К. Маркса. Одна з них упиралася у головні ворота Акмєсджита в районі нинішньої вулиці Некрасова. Від цього місця і вздовж стін Акмєсджита (вул. Севастопольська, потім нинішня Самокиша і проспектом Кірова) намітився трикутник, де незабаром з'явився Великий базар (називався так на відміну від старого Малого базару, що знаходився від вулиці Жовтневої до Некрасова).

«Путівник Сімферополем» за 1883 рік так описує базарну площу:
«Єдине місце в Сімферополі, що може зайняти мандрівника… це Базарна площа. Величезне місце, з фонтаном у середині, забудоване дерев'яними балаганами, битком набите різноплемінним народом…. На землі навалені гори кавунів, динь, гарбузів, яблук, груш цибулі, часнику, горіхів різних сортів, зеленого та червоного перцю, помідорів, синіх баклажанів та ін. На столиках продають всяку всячину».
За свідченнями сучасників, тут панував особливий дух торгівлі та азарту, а повітря було просякнуто різними запахами. Загалом класичний приклад справжнього базару. Територія ринку займала простір між торговою площею, магазинами, лабазами, лавками, майстернями розміщувалися на величезній території між вулицями Салгірною (Кірова), Севастопольською, Кантарною (Чехова), Амбарною (Самокіша) та Фонтанною площею (це, по суті, нинішня площа Леніна).
Перед Кримською війною площа почала упорядковуватися: будувалися балагани, у тому числі із заліза.
Центральною окрасою площі був Базарний фонтан з левами, зведений тут у 1865 році, архітектор Гоняєв Костянтин Іванович. Під створений ним проект було виділено кошти та зібрано всі необхідні підписи (чотирьох членів Таврійської будівельної та дорожньої комісії, а також таврійського губернатора генерал-лейтенанта В. І. Пестеля). Фонтан будувався надто довго, до того ж почалася Кримська війна і роботи періодично зовсім зупинялися, але навіть коли об'єкт був готовий — «вода не пішла у фонтан» і, в результаті, Гоняєва в 1865 перевели на менш оплачувану посаду — цивільного інженера при Херсонській палаті державного майна.
Вода у фонтан, що давав до 14000 відер води на добу, надходила глиняними трубами з розташованого за 3 версти від джерела Бор-Чокрак (кут сучасних вулиць Данилова та Севастопольської).
Перед фонтаном, в центрі базару знаходилася санітарна лабораторія — чудовий зразок архітектури кінця XIX століття.
Біля ринка розташовувалася мечеть Базар-Джамі, а 1880 року там було влаштовано каплицю в ім'я Св. Благовірного Князя Олександра Невського.

Василь Кандаракі у своєму путівнику по Криму 1885 року радив:
«Для приїжджого в Сімферополь, без сумнівів, найцікавіше подивитися на побут і розваги татар, яких він знайде в їхніх національних кав'ярнях, розташованих довкола базарної площі. В ці кав'ярні кожен подорожній може зайти і замовити чашку кави, що коштує 5 коп. З місцевих приготувань вважаються ласощами: султанські пиріжки і шашлики, що готуються місцевими мешканцями для продажу і не дорожче 3-х — 4-х коп. за один».
До 1910 року було збудовано кам'яні корпуси лавок для продажу м'ясних та рибних та інших товарів. 1906 році над будівлею народної їдальні — по суті, входом на базар, з боку нинішньої вул. Чехова, встановлений перший у місті баштовий годинник.
Місце майбутньої площі Леніна було також уподобане трамваями. Тут перетиналися кілька їхніх маршрутів. Трамваї об'їжджали з двох боків міський фонтан і далі роз'їжджалися містом — одні на вокзал, інші на майбутній Куйбишевський ринок, треті вгору — у Старе місто.
Тут же на площі було розбито й невеликий Пушкінський сквер — низку дерев із пам'ятником.
Після Другої світової війни площа все щільніше забудовувалося будинками, тут знаходився молокозавод, бібліотека, шкірвендиспансер та багато інших закладів.
Базар був перенесений в 1957-му році на південь від по проспекту Кірова на вул. Козлова, ставши Центральним ринком Сімферополя. Південна частина колишнього базару стала парком імені Треньова. У північній частині колишньої Базарної частини були побудовані Будинок профспілок (1959), Будинок Рад (1960), Український театр (1977).
Частина Базарної площі з великим фонтаном звільнила місце для пам'ятника Леніну. Фонтан був знесений в 1958 році.
У 1967 році до ювілею Жовтневого перевороту були урочисто відкрито пам'ятник Леніну та однойменну площу.